# Бюллар, Эжен

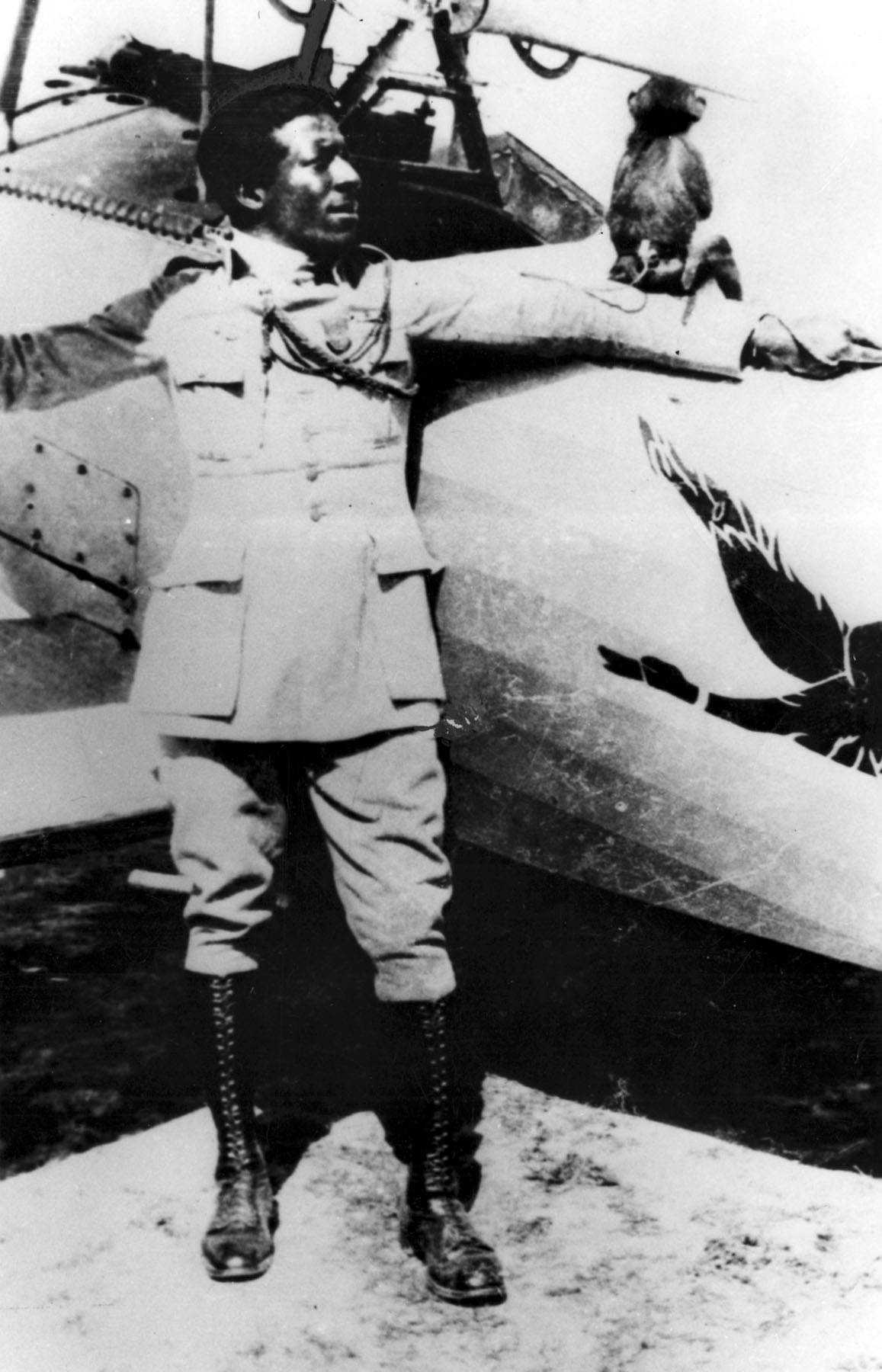
Бюллар вместе с Джимми в 1917 году

Эжен Жак Бюллар (фр. Eugene Jacques Bullard, имя при рождении Юджин Джеймс Буллард, англ. Eugene James Bullard; 9 октября 1895 — 12 октября 1961) — французский военный лётчик, первый лётчик-афроамериканец. Был одним из двух чернокожих лётчиков, сражавшихся в Первой мировой войне (вторым был Ахмет Али Челиктен).
Родился в городе Коламбус, штат Джорджия, в семье афроамериканца и индианки народа криков, был одним из десяти детей. В 1901—1906 годах получил начальное образование в местной школе. Спасаясь от расовой дискриминации, в начале XX века на корабле бежал в Шотландию, прибыв в Абердин и затем отправившись в Глазго. Вскоре он из Великобритании переехал во Францию, где сменил имя и поселился в Париже, став боксёром и иногда выступая в Мюзик-Холле.
После начала Первой мировой войны вступил в октябре 1914 года во Французский Иностранный легион, в качестве пулемётчика участвовал в 1915 году в сражениях на Сомме и при Шампани. В 1916 году был тяжело ранен в Верденской битве, получив за неё Военный крест, и в октябре того же года, оправившись от ран, решил вступить во французские ВВС, окончив школу воздушных стрелков; лицензию лётчика получил в мае 1917 года, спустя месяц был повышен в звании до капрала. Служил в эскадрилье «Лафайет». Он совершил более двадцати боевых вылетов и, согласно некоторым источникам, сбил один или два немецких самолёта, хотя французскими источниками его победы не подтверждаются. В полёт с собой неизменно брал свою ручную обезьянку по кличке Джимми. В 1918 году, однако, Бюллар был исключён из французских ВВС из-за драки с французским офицером и до конца боевых действий был возвращён в пехоту. После окончания войны получил несколько французских военных наград и вернулся в Париж.
После войны Бюллар работал барабанщиком в ночном клубе, сумев затем стать владельцем собственного подобного заведения. В 1923 году женился на женщине из богатой семьи, с которой развёлся в 1935 году, сумев получить опеку над двумя их дочерьми. В 1930-е годы его заведение было достаточно известным и посещалось различными знаменитостями. В конце 1939 года, уже после начала Второй мировой войны, согласился сотрудничать с французской контрразведкой и шпионить за немцами, посещавшими его клуб. После вторжения нацистов во Францию в мае 1940 года сначала бежал из Парижа вместе с дочерьми, но затем присоединился к французской армии и участвовал в сражении под Орлеаном, получив тяжёлое ранение позвоночника, от которого не смог оправиться до конца жизни. Через Испанию сумел бежать из оккупированной Франции в США и поселился в Нью-Йорке, где работал продавцом духов, охранником и переводчиком у Луи Армстронга. После окончания войны пытался вернуть себе свой ночной клуб в Париже, но в итоге получил от французского правительства лишь небольшую компенсацию за потерю имущества, на которую смог приобрести себе квартиру в Гарлеме. В 1949 году Бюллар стал одним из пострадавших в так называемых Пиксиллских беспорядках, будучи жестоко избит полицейскими.
В последние годы жизни он работал лифтёром, был практически забыт и, поскольку его дочери вышли замуж, жил один в бедности в своей гарлемской квартире. В 1954 году прибыл по приглашению французского правительства в Париж для зажжения Вечного огня у Могилы Неизвестного солдата под Триумфальной аркой, а в 1959 году стал кавалером Ордена Почётного легиона, но это никак не улучшило его положение. Скончался в 1961 году от рака желудка, был похоронен в Нью-Йорке на кладбище французских ветеранов. В 1972 году о нём была написана книга «Чёрная ласточка смерти». В 1994 году ему, несмотря на то, что фактически он никогда не служил в американской армии, было посмертно присвоено звание 2-го лейтенанта ВВС США.

## Интересные факты
- Эжен Бюллар послужил прототипом персонажа Юджина Скиннера в фильме Эскадрилья «Лафайет».